# Nico Thurm
Nico Thurm (Esch-sur-Alzette, 1938) is een Luxemburgs beeldhouwer en kunstschilder.

## Leven en werk
Thurm bezocht het Lycée technique des Arts et Métiers in Luxemburg. Hij tekende als kind al en wilde graag een kunststudie volgen. Zijn ouders stemden daarin toe op voorwaarde dat hij aan de academie ook binnenhuisarchitectuur en technisch tekenen zou volgen, zodat hij altijd zijn brood kon verdienen. Hij ging daarop naar de Koninklijke Academie voor Schone Kunsten van Luik. Na zijn militaire diensttijd werkte hij tot aan zijn pensioen op de architectuurafdeling van de gemeente Esch-sur-Alzette.
Van 1967 tot 1971 gebruikte Thurm met een aantal bevriende kunstenaars een schuur in Contern, waar zij tentoonstellingen hielden en ook buitenlandse kunstenaars uitnodigden. Het leidde tot meerdere kunstinitiatieven in Luxemburg. Als schilder was Thurm in die tijd zelf bezig met het abstracte, met minimalisme, geometrische taal en op-art. Dat bleef niet beperkt tot het platte vlak, hij gebruikte daarbij ook materialen als plexiglas en stalen platen. Later breidde dat uit naar vrijstaande objecten en kunst in de openbare ruimte. Hij werd meerdere keren onderscheiden voor zijn werk.
Thurm sloot zich in 1988 aan bij de Cercle Artistique de Luxembourg en is lid van het Institut grand-ducal.

## Enkele werken
- 2012: Le Monument du Méditation een monument bestaande uit 9 steles, voor de 'Lieu du Souvenir des Victimes de la Route' een herdenkingsplaats voor verkeersslachtoffers langs de CR132 van Gonderange naar Eschweiler.[6]
- 2016: Le Monument du Recueillement, voor de 'Lieu du Souvenir des Victimes de la Route'

## Onderscheidingen
- 1958 en 1960 Prix Watteau, Luik
- 1971 1e prijs voor schilderkunst en de Kritiekprijs op de Ve Biennale des Jeunes in Esch-sur-Alzette
- 1987 Laureaat van het concours Art dans la Ville, Esch-sur-Alzette
- 1995 Prix de Raville
- 2002 Prix Max Goergen, 2e prijs

- Gemeinsame Normdatei: 134064496
- International Standard Name Identifier: 0000 0000 2240 8147
- Library of Congress Control Number: no2015067558
- Musée national d'archéologie, d'histoire et d'art: lkl000811
- Virtual International Authority File: 15978377
- WorldCat: E39PBJxhqhtxrgByDXtRhHF7pP